# Смола Лідія Євстахіївна
Смола Лідія Євстахіївна, професор НТУУ «КПІ», доктор політичних наук, політичний аналітик, сертифікований коуч.

## Біографія

### Інформація про освіту
Навчалась у Львівський Національний університет ім. І.Франка, історичний факультет.
Навчалася у Київський національний університет ім. Тараса Шевченка, факультет психології (з відзнакою)

#### Вчений ступінь, вчене звання
Доктор політичних наук, професор

#### Коло наукових інтересів
Дослідження методології інформаційно-психологічних впливів, методики пропагандистських та контрпропагадистських кампаній, політичних процесів, іміджмейкінгу та брендингу.

#### Наявність публікацій
Автор 62 наукових статей та понад 100 публіцистичних статей та коментарів в українських та закордонних ЗМІ. Співавтор підручника «Політологія», виданий при сприянні Британської Ради та рекомендований Міносвіти для ВУЗів Міноборони. Опублікувала монографії: «Пропаганда як інформаційно-психологічний складник сучасних політичних процесів» (2005), «Детермінанти політичного процесу сучасності. Теоретико-політологічний аналіз в інформаційно-психологічному вимірі» (2010). В 2010 р. у співавторстві опублікувала аналітично-прогностичне дослідження «Межі падіння — варіанти українського майбутнього» (Штутгарт, Німеччина).

## Професійна кар'єра
1995—2005 рр.:
      викладач кафедри аналізу та прогнозування соціально-політичних процесів Військового інституту, доцент кафедри психологічних операцій та військового перекладу;
- кандидат історичних наук, тема: «Історія використання психологічних операцій у Другій світовій війні» (1997 р.);
- докторант кафедри політології Львівського національного університету ім. І.Франка.

2005—2008 рр. — директор Державного інституту розвитку сім'ї та молоді Міністерства сім'ї, молоді та спорту України (за контрактом).
2008—2010 р. — радник Секретаря Ради національної безпеки і оборони України, керівник Центру аналітики та інформації РНБО.
2010 р. — керівник аналітичного департаменту британської компанії Whites Communication.
2012 р. — доцент кафедри політичних наук Національного педагогічного університету імені М. П. Драгоманова
2013 р. — теперішній час — професор кафедри видавничої справи та редагування НТУУ «КПІ»
2014 р. — радник Міністра оборони України (на громадських засадах)
В ході наукових досліджень та викладацької роботи займається розробкою питань і читає курси:
- Інформаційно-психологічний вплив і протидія в сучасних умовах;
- Методика пропагандистських та контрпропагадистських кампаній;
- Геополітика, країнознавство (Англія, США, Франція, Німеччина);
- Аналітична діяльність;
- Економічна історія країн світу;
- Іміджеологія
- Еристика. Теорія та практика аргументації";
- Соціальна інформатика;
- Методологія дослідження соціальних комунікацій;
- Іміджеологія;
- Риторика;
- Брендинг

## Публікації
- Смола Л. Є. Історія політичної думки: навч. енцикл. словник-довідник для студентів вищ. навч. закл. / За заг. ред. Н. М. Хоми [В. М. Денисенко, Л. Я. Угрин, Г. В. Шипунов та ін.]. — Львів: Новий світ-2000, 2014. — 766 с.
- Смола Л. Є. Сучасна політична лексика: навчальний енциклопедичний словник-довідник /за наук. ред. Н. Хоми. — Львів: Новий світ — 2000, 2014. — 395 с.
- Смола Л. Є. Сучасний тлумачний словник інформаційно-психологічних операцій. — Львів-Київ, 2015. — 80 с.
- Смола Л. Є. Новітня політична лексика (неологізми, оказіоналізми та інші новотвори). — Львів: новий світ-2000. — 2015. — 489 с.
- Смола Л. Є. Сучасна політична лексика (неологізми, оказіоналізми та інші новотвори)/ за наук. ред. Н. Хоми. — Львів: Новий світ — 2000, 2014. — 489 с.
- Смола Л. Міфотворення в системі соціально-політичних відносин сучасного суспільства // Вісник Книжкової палати: науково-практичний журнал. — К., 2015. — № 14. — С. 45–52.
- Смола Л.Перспективи соціальних мереж в контексті розвитку комунікаційнох технологій //Вісник Львівського університету Сер. Філософсько-політичні студії. — 2015. — Вип. 6. — С. 120—132.
- Смола Л. Інформаційна війна як спосіб політичної комунікації // Гілея: науковий вісник. 2015. — Вип. 97. — С. 112—118.
- Смола Л. Анализ типологий эффективности процесса общественного участия //  Власть и общество(История, теория, практика), Грузия, 2015. — № 2. С. 65–80.
- Смола Л. Міфотворення в системі соціально-політичних відносин сучасного суспільства // Вісник Книжкової палати: науково-практичний журнал. — 2015. — № 4. — С. 31–33.
- Смола Л. Проблематика висвітлення релігійного дискурсу в інформаційно-комунікативному просторі України // Наукові записки Інституту журналістики. — 2015. — Т. 59. — С. 26–33.
- Смола Л. Інформаційна війна Росії: особливості, інструменти та об'єкти впливу // Наукові записки Інституту журналістики КНУ ім. Т. Шевченка. — 2015. Т. 60. — С. 21–26.

## Додаткова інформація
Є автором тренінгових програм із питань лідерства, креативності, публічних виступів, корпоративності, самоменеджменту та особливостей створення іміджу.